# Теодор Стег
Теодор Стег (фр. Théodore Steeg; 19 грудня 1868, Лібурн, департамент Жиронда — 19 січня 1950, Париж) — французький політик і державний діяч, прем'єр-міністр Франції з 11 грудня 1930 року по 27 січня 1931.

## Життєпис
Стег увійшов у французьку політику в 1904 році як радикальний соціаліст, хоча його погляди, як правило, були поміркованими.
Був депутатом Національної асаблеї Франції з 1904 по 1914 рік і сенатором з 1914 по 1944 рік. У різні часи він був міністром вищої освіти, внутрішніх справ, юстиції та колоній. У 1920-х роках керував колоніальними адміністраціями Алжиру, а потім Марокко. Заохочував іригаційні проекти з надання землі французьким колонам у час зростаючих вимог корінного населення до політичних та економічних прав, що супроводжувалося наростаючими хвилюваннями.
У 1930—1931 роках нетривалий час обіймав посаду прем'єр-міністра Франції.